# Hovawart
Hovawarten er en tysk racehund, der stammer fra Schwarzwald. Hovawart betyder gårdvogter; Hova (gård) – Wart (vogter). Den findes i tre farver: sort, black and tan (schwarzmarken) og i blond.
Kroppens kraftige og lange pels er let bølget med kun lidt underuld. På hovedet og på forsiden af benene er pelsen kort, ligesom pelsen er robust, og fælder ikke meget

## Historie
I middelalderen havde de tyske godser vagthunde med et stærkt beskytterinstinkt. Typen forsvandt senere og i starten af 1900-tallet besluttede zoologen Kurt F. Köning at genskabe den. Han krydsede bondehunde fra Schwartzwald og Harzen med så forskellige racer som schæferhund, newfoundlænder, samt muligvis den ungarske Kuvasz.
Den moderne gårdvogter blev anerkendt i 1937, og den har også vist sig velegnet som tjeneste-, spor- og redningshund, samt til forskellige former for hundesport.

## Temperament
Racen er en aktiv, samarbejdsvillig, selvstændig og vagtsom hund, men den kan være forbeholden over for fremmede. Den skal have en fornuftig mængde motion og forskellige opgaver, der stimulerer den mentalt. Dette vil kombineret med en tidlig socialisering nedsætte racens reserveration over for nye og ukendte ting.

## Træning
Den vil gerne være udendørs, den behøver gode muligheder for at strække ud og bruge sine kræfter. Den er samtidig meget knyttet til sine mennesker og holder i reglen nær kontakt. Den bør opdrages med tålmodighed, venlighed og konsekvens, men er i øvrigt lærenem og samarbejdsvillig. Undgå hårdhed, som hunden risikerer at opfatte som en provokation. Sportræninger stimulerer og trætter hunden mentalt.